# 鈍色琉璃螢金花蟲
鈍色琉璃螢金花蟲（学名：Cneorane femoralis）为金花蟲科琉璃螢金花蟲屬下的一个种。